# Joseph Lanner
Karl Franz Joseph Lanner (1801-1843) là nhà soạn nhạc khiêu vũ người Áo. Ông có đóng góp không nhỏ và được biết đến với việc cải cách cho thể loại waltz.

## Cuộc đời và sự nghiệp
Joseph Lanner đến với âm nhạc bằng cách tự học. Ông bắt đầu sự nghiệp của mình bằng việc trở thành một nghệ sĩ violin trong một dàn tứ tấu nghiệp dư (trong dàn tứ tấu đó Johann Strauss I chơi viola), phát triển nó theo thời gian trở thành một dan nhạc chuyên chơi cho nhạc khiêu vũ. Lanner đã sáng tác nhiều bản quadrille, landler, waltz, galop chi dàn nhạc của mình.

## Phong cách sáng tác
Joseph Lanner là người đã cải tạo điệu waltz kiểu cũ thành kiểu mới. Đó là một tổ khúc gồm 5 điệu waltz nhỏ, có mở đầu và kết thúc. Người đương thời đã gọi ông là "Mozart của waltz". Sau Hội nghị Viên trong các năm 1814 và 1815, những điệu waltz của Joseph Lanner và Johann Strauss I đã trở thành một hình thức bao trùm lêm âm nhạc thành Viên và nhiều nơi khác nữa.

## Tác phẩm
Joseph Lanner đã viết 208 tiểu phẩm khiêu vũ gồm đủ thể loại như: landler, waltz, polka, galop,..., nổi bật có Những điệu waltz của thành Pest, Những điệu waltz cung đình.

## Danh sách tác phẩm
- Neue Wiener, Ländler (New Viennese), Op. 1
- Trennungs-Walzer, waltz (Separation), Op. 19
- Amoretten, waltz, Op. 53
- Die Humoristiker, waltz (The Humorists), Op. 92
- Pesther-Walzer, Op. 93
- Abschied von Pest, waltz (Farewell from Pest), Op. 95
- Die Werber, Op. 103
- Marien-Walzer, (Maria Waltz), Op. 143
- Hofballtänze, waltz (Royal Court Dances), Op.161
- Steyrische Tänze (Styrian Dances), Op. 165
- Die Romantiker, waltz (The Romantics), Op.167
- Hans-Jörgel, polka, Op. 194
- Die Schönbrunner, waltz, Op. 200